# 野村大輔 (インテリアデザイナー)
野村 大輔（のむら だいすけ、1975年6月17日（50歳） - ）は、日本のインテリアデザイナー、クリエイティブ・ディレクター。dada(株)CEO。東京都渋谷区出身。

## 作品
- ジャニーズ事務所
- ジャニーズアイランド
- ジャニーズグループ関連会社
- オールアバウト
- ビデオプロモーション
- コーポレイトディレクション
- ビービーメディア
- 資生堂
- 電通

## 受賞歴
- 第34回日経ニューオフィス賞 ニューオフィス推進賞受賞

## 掲載
- 商店建築
  - 2021年11月号、2022年1月号・4月号、2023年7月号、2024年9月号、2025年1月号
- 2020年 DRIVE 掲載
- 2021年 All About 掲載
- 2021年 巻組 掲載
- 2021年 architecturephoto® 掲載
- 2024年 DESIGNART TOKYO 2024 掲載